# Festival des Rias
Le festival des Rias est un festival de théâtre de rue avec accès gratuit, se déroulant chaque année depuis 2009 durant le dernier week-end d'août, sur le territoire de la communauté d'Agglomération Quimperlé Communauté.

## Histoire

### Les débuts sur la côte (2009-2011)
Les 3 premières éditions se sont déroulés sur les communes de Clohars-Carnoët, Moëlan-sur-Mer, et Riec-sur-Bélon. Durant ces années, le festival a eu lieu sur 3 jours, avec chaque jour un ou deux spectacles dans une commune différente.
Pour commencer, après une rencontre entre les adjointes à la culture de Moëlan-sur-Mer (Isabelle Moign) et de Clohars-Carnoët (Nathalie Le Mahoic) qui ont eu l'idée, en 2008 à l'occasion du lancement du festival Rêves d'Océans (Doëlan), de s'associer pour un évènement culturel, avec très vite aussi la  participation de chargée de la culture de Riec-sur-Bélon (Anne Girard), elles rencontrent les directeurs du Fourneau de Brest à l'époque, Michèle Bosseur et Claude Morizur, et signèrent une convention de 3 ans avec le centre de Brest, ce qui permit à l'édition 2009 de voir le jour.
Elle rassembla 1 500 spectateurs, du 4 au 6 septembre 2009, et eu comme parrain Ronan Tablantec, clown qui intervint durant les 3 jours, accompagné du Ténor de Brest,. Cette-année-là, les compagnies Quality Street, Acidu, et le groupe Annibal se présentèrent. Environ 300 personnes assistèrent à la première soirée sur la Rive Droite du port de Doëlan, et le double pour les 2 soirées suivantes à la Chapelle Saint-Léger de Riec-sur-Bélon, et au port du Belon à Moëlan-sur-Mer,.
L'année suivante, du 3 au 5 septembre 2010, les mêmes principes furent repris. La compagnie Joseph K parraina l'édition en organisant des visites guidées originales chaque jour sur les 3 communes. De plus, les organisateurs recrutèrent des groupes de musiciens locaux pour prolonger les 3 soirées.
En 2011, durant le premier week-end de septembre, du 2 au 4, 6 représentations de 4 spectacles furent présenté aux spectateurs, avec Pierre Pilatte comme parrain venu de Belgique. Ces spectacles furent joué dans des endroits pittoresques comme la plage de Kerfany, le port de Doëlan, et la chapelle du Trémor,. Trente jeunes des espaces jeunes des trois communes purent, par ailleurs, découvrir le travail d'un artiste résidant à Brest et visiter le Fourneau.

### Expansion vers les terres (2012-2014)
À partir de l'édition de 2012, le festival est passé des 3 communes de la côte à l'ensemble des communes de la Cocopaq, avec la participation de seulement une huitaine de communes en fonction des années. Le modèle reste le même, mais l'attractivité touristique et économique du festival a pu augmenter grâce à ce développement.
La IVe édition s'est déroulée sur 6 jours, du mardi 28 août 2012 au dimanche 2 septembre 2012, avec plus de 40 représentations publiques sur huit communes de la communauté de communes. 31 bénévoles ont été recrutés, par Le Fourneau, pour gérer la circulation sur les parkings et les déplacements dans les lieux de représentation, et des dizaines d'autres par les associations locales pour les différentes buvettes. Cette-année-là, la venue des Rias a notamment profité à la commune du Trévoux pour faire jouer des groupes de musiques amateurs locaux, en complément des spectacles organisé par Le Fourneau.
Pour la 5e édition, 53 représentations jouées par 22 compagnies dans 27 spectacles différents ont été proposées au public, du 28 août au 1er septembre 2013,. Le public est venu plus nombreux que l'an passé (9 000 de plus d'après Le Fourneau) jusqu'au petite commune comme Mellac ou Guilligomarc'h. Cette-année-ci, à Bannalec entre autres, près de 100 bénévoles des clubs de sports et des parents d'élèves ont prolongé la soirée d'ouverture du festival, le mercredi 28 août, avec différents points de restauration, et la municipalité avec différents concerts de groupes locaux, en complément des spectacles du festival, dont un avec une tyrolienne partant depuis l'église. À Mellac aussi, 10 associations de la commune ont pris en charge les stands de boissons et de restauration, avec leur plus de 80 bénévoles.
L'édition de 2014 a été la IIIe édition sous format intercommunal, et a été marqué par le fait qu'à partir de cette année-là toutes les communes de la Cocopaq avaient accueilli au moins 1 fois le festival. 56 000 spectateurs, dont 4 000 à Saint-Thurien et 23 000 à Quimperlé, ont assisté, du 26 au 31 août 2014, à 56 spectacles des 110 artistes de 24 compagnies différentes. Les bénévoles des associations ont encore été de la partie, avec notamment 9 neufs associations à Tréméven, et aussi plus 1 700 saucisses et merguez ainsi que 38 fûts de bières vendus à Clohars-Carnoët, par 14 associations, accompagné d'une dizaine de commerçants.

### Un festival désormais ancré (2015-2017)
Depuis 2015, le festival est désormais connu par tous les habitants de la Quimperlé Communauté, et le festival s'étend désormais sur non plus 8 mais 10 communes tous les ans depuis cette-année-là, grâce à la nouvelle convention signée entre les 2 entités organisatrices qui stipule qu'il doit y avoir entre 60 et 70 représentations dans dix communes différentes.
Pour la VIIe édition du festival, du 26 au 30 août 2015, 23 compagnies ont réalisé les 60 spectacles. Cette édition a débuté le mercredi 26 dès 7h12 sur la plage de Trénez à Moëlan-sur-Mer, avec le café offert pour les lève-tôt alors qu'il pleuvait et que le vent était fort,. Seul un spectacle a été annulé en raison de la météo cette-année là. Des évènements locaux ont eu lieu en complément du festival comme : une poissonnade le samedi 28 août à Quimperlé organisé par l'Union des commerçants indépendants ; de la restauration-rapide et un stand cafés, gâteaux et crêpes le 28 et 29 à Locunolé ; et dix-huit associations qui ont proposé de la restauration et des buvettes à Mellac pour un bénéfice de plus de 3 000€.
Du 24 au 28 août 2016, c'était réparti pour une nouvelle édition, démarrée le mercredi 24 sur les berges de l'Isole à Quimperlé. Une compagnie de plus mais le même nombre de spectacle qu'en 2015 ont eu lieu, toujours gratuitement. Les associations, du Trévoux, avec leurs 70 bénévoles le dimanche autour des différentes buvettes qui ont vendu 5 000€ de frites et autres,, de Querrien, avec différents stands de crêpes et de restauration à emporter, de Saint-Thurien, avec une vente de friandises le vendredi et le samedi, de Rédéné, avec plus de 10 associations de la commune pour la vente de sandwich et de grillades, de Quimperlé, avec les 253 repas de l'annuel poissonnade de l'UCI, et de Guilligomarc'h, ont aidé les 400 bénévoles de la Quimperlé Communauté à l'organisation. Une seule représentation a été annulée, celle de Joan Català i Carrasco le vendredi 26, car l'artiste avait de la fièvre.
En 2017, la neuvième édition s'est déroulée du mardi 29 août au samedi 2 septembre, avec un coup d'envoi à la source du Dourdu (à la ferme du Rouhas à Mellac), et un finale avec un bal à Bannalec, ainsi qu'un parmi tant d'autres détours, avec le spectacle Santonin de Nicolas Moreau, qui a raconté la première guerre mondiale en utilisant près de 40 kg de pommes de terres. Cette année-là, le thème était sur la revitalisation des centres-villes et centres-bourgs. Du côté associatif, à Tréméven, l'adjointe à la culture et 7 associations trémévenoises ont organisé une ratatouille géante, cuit à l'aide de 11 fours de trémévenois, et des stands de sandwichs, qui ont rapporté près de 3 300 €,, tandis qu'à Bannalec une douzaine d'associations locales, et leur centaine de bénévoles, ont tenu 2 buvettes et un stand de crêpes, frites, sandwichs, etc... De plus, une discussion autour des arts de la rue s'est déroulé à Tréméven et a permis de rappeler les origines du festival.

### La continuité des festivités (depuis 2018)

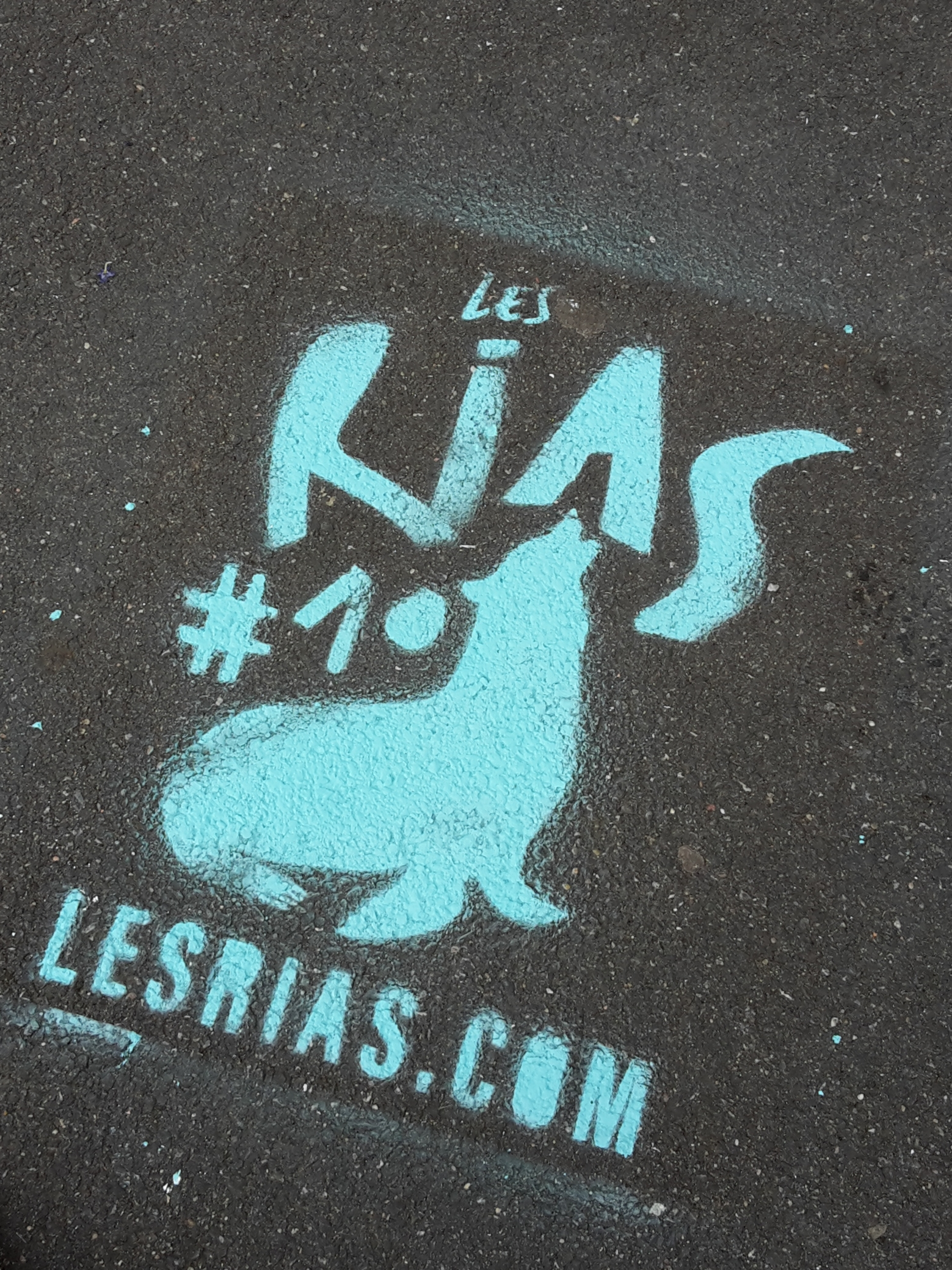
Un marquage au sol à l'occasion des Rias 2018

Depuis 2018, c'est Caroline Raffin qui dirige le Fourneau, et non plus Claude Morizur et Michèle Bosseur, qui étaient co-directeurs depuis le début du festival.
Pour 2018, entre 28 août et le 1er septembre, près de 70 spectacles ont été proposés par 30 compagnies, et leur 115 artistes. La dixième édition a démarré au site de l'ancienne Abbaye de Saint-Maurice (Clohars-Carnoët), le mardi 28 à 9h33 devant 800 personnes,, et s'est terminée le samedi 1er, après le spectacle de 22h32 dans la basse-ville de Quimperlé. Par ailleurs, ce même-jour, plus de 2 000 personnes s'étaient rassemblées à Guilligomarc'h pour assister au spectacle, ce qui a plus que doubler la population du village. La partie convivialité a été encore une fois assuré par les associations locales avec : douze associations à Rédéné qui ont reçu après-coup 119€ chacune ; une cinquantaine de bénévoles à Saint-Thurien ; le comité des fêtes à Baye ; et 7 associations au Trévoux qui ont engendré près de 6 500€ de recettes. Pour la 7ème année, un rendez-vous de pause pour discuter du futur des arts de la rue a été organisé.
Les 10 ans du festival se sont ouverts le mardi 27 août 2019 à 16h10 et 11 secondes précises, avec le traditionnel « gong » du président de la communauté d'agglomération, Sébastien Miossec, à Moëlan-sur-Mer. Par la suite jusqu'au samedi 31 août, 68 représentations de 33 spectacles de 31 compagnies, dont 6 bretonnes, ont été jouées au public. Avec les 200 parts de rougail-saucisses des 52 bénévoles de Tréméven,, les près de 5 500 € de notamment galettes-saucisses des 90 de bénévoles à Mellac,, les grillades et crêpes de 6 associations scaëroises, un concours de pronostics sur la masse d'un gâteau à Quimperlé, ou encore les sandwiches d'associations du monde de l'enfance de Bannalec, les associations locales ont aidé. À noter que trois mois avant tout cela, une vingtaine de personnes de la gendarmerie, des pompiers, de la préfecture, et des élus ont été formés lors d'ateliers à gérer des situations de crises inédites, comme un accident de train à Quimperlé en plein festival.

Après que l'édition de 2020 ait été annulée le 6 mai de la même-année en raison des différentes incertitudes liées aux restrictions sanitaires, la 12e édition du festival s'est déroulée du 24 au 28 août 2021. En février 2021, la directrice du Fourneau et le Président de Quimperlé Communauté affirmaient travailler sur les différentes adaptations à faire, et en juin, ceux-ci ont annoncé qu'il faudrait obligatoirement réserver sa place à l'avance pour assister aux 70 représentations de 35 spectacles qui se sont déroulés,. Finalement, après un énième changement des règles sanitaires, il a été décidé d'appliquer le passe sanitaire à tous les spectacles (sauf ceux en déambulation), car celui-ci était devenu obligatoire pour tout rassemblement de plus 50 personnes statiques. La XIIème édition a pu donc commencer, mais en ligne, avec la publication d'une vidéo d'inauguration sur le site du festival. De plus, toujours pour les mêmes raisons, seule une buvette a pu être ouverte, à la déception des organisateurs.

Galerie de photos de la XIIème édition
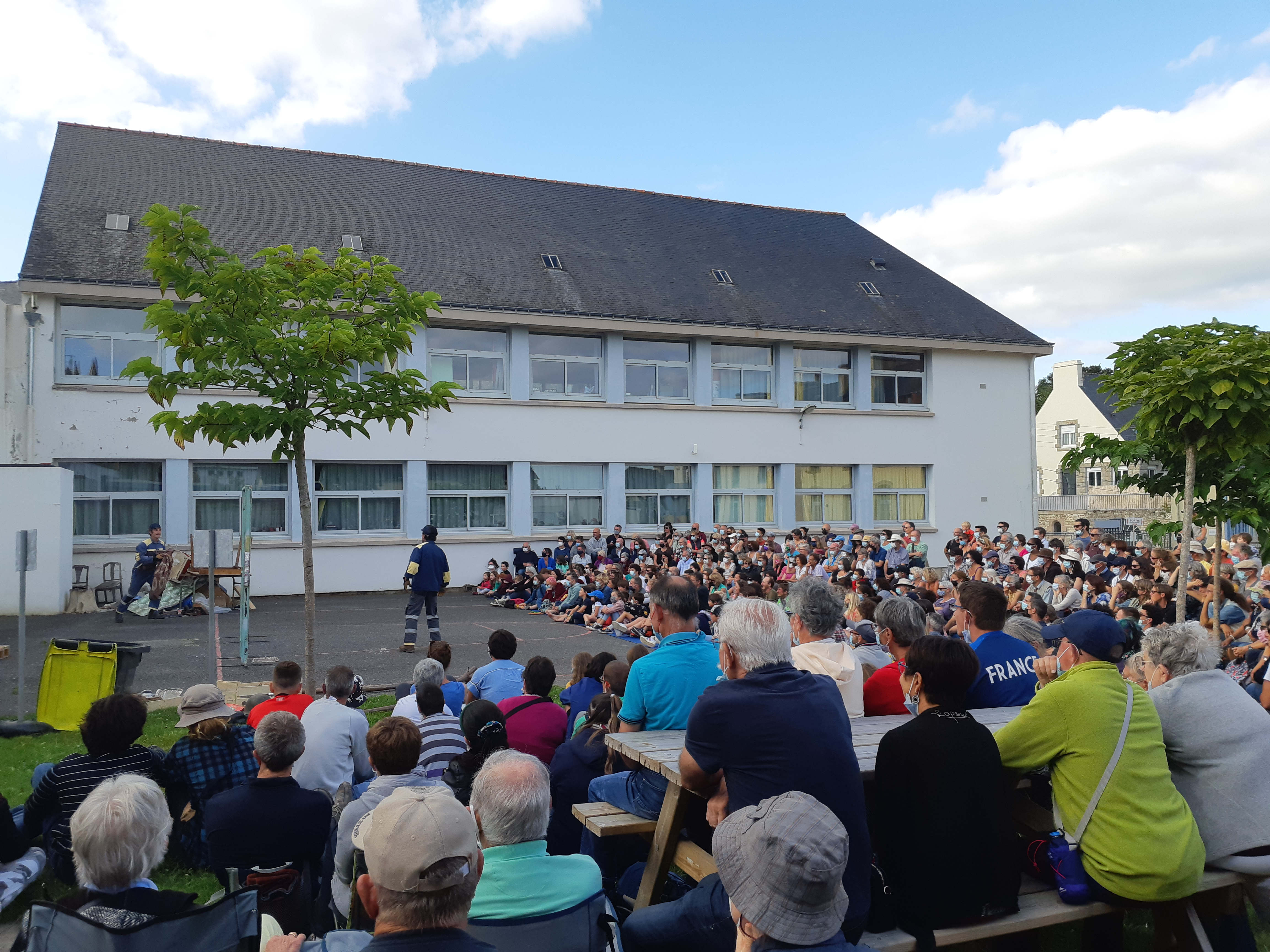
Le spectacle "Muraïe" par la compagnie Dédale de Clown dans la cour de l'école Guéhenno (anciennement école Thiers)
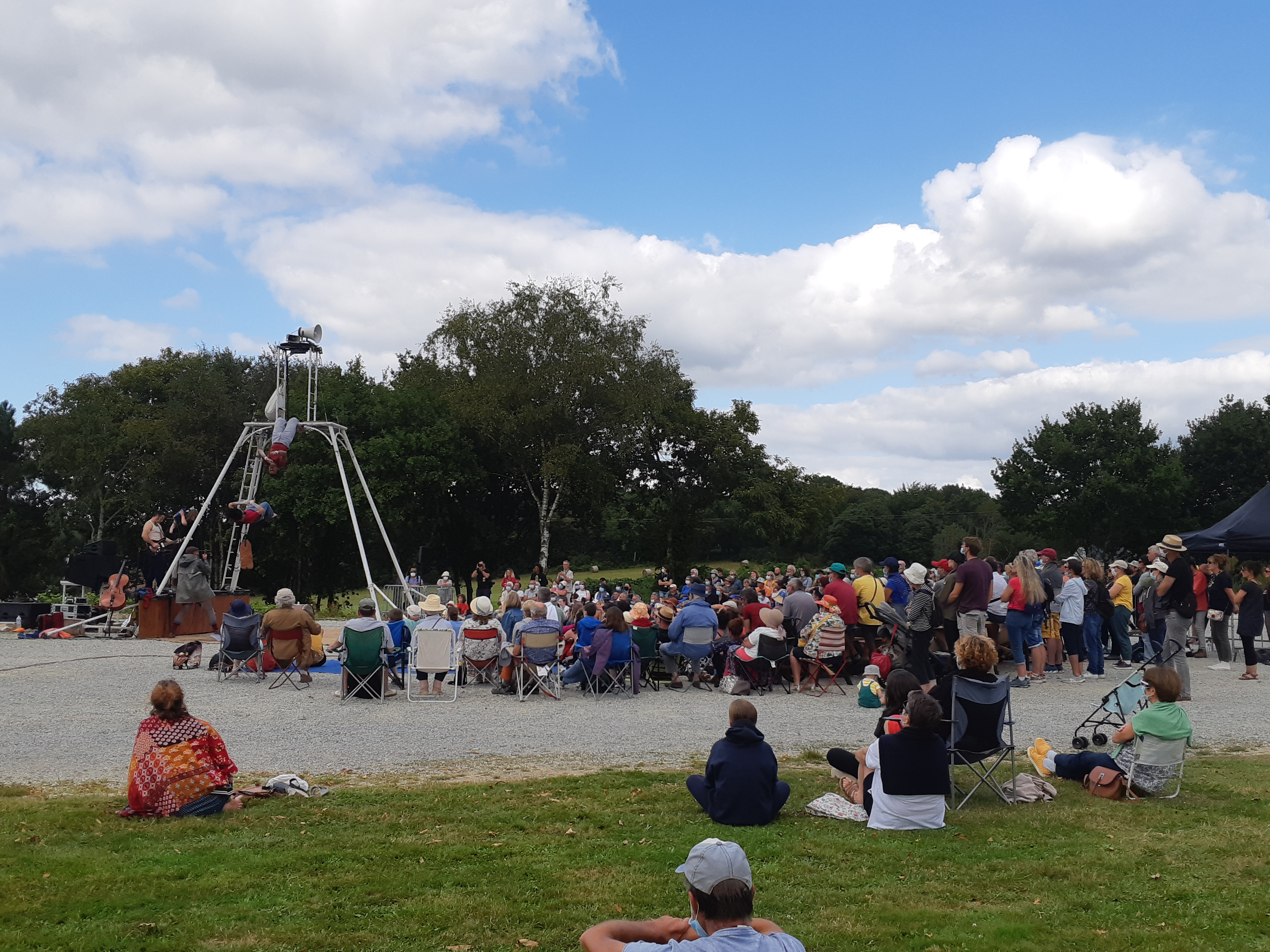
La représentation de "Maison Feu" par Xav to Yilo à Guilligomarc'h aux Rias
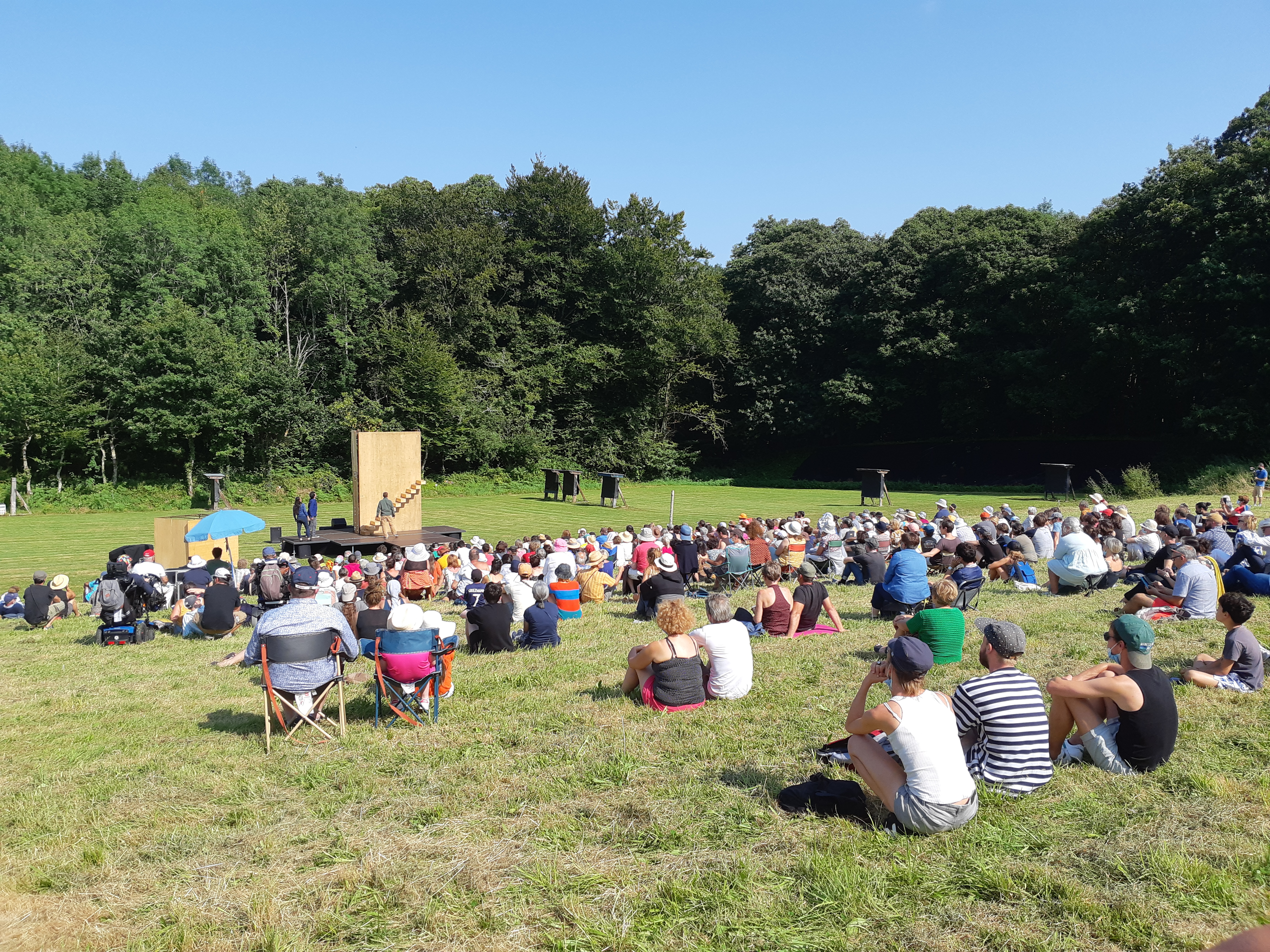
La représentation de "Mind the Gap" par Furinkaï à Querrien
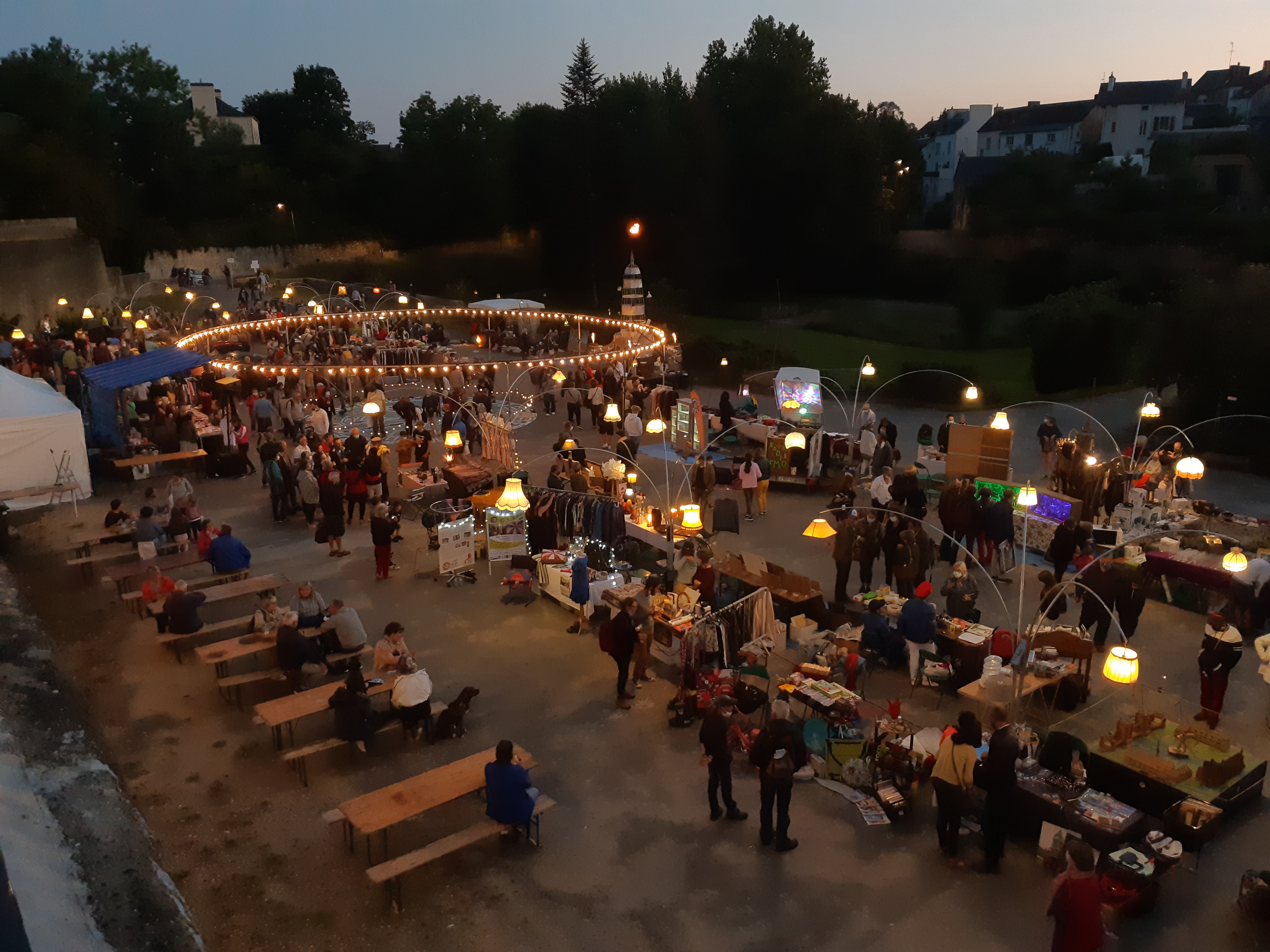
Image du "Grand Débarras" de la compagnie Opus, à l'espace Kerjegu à Quimperlé
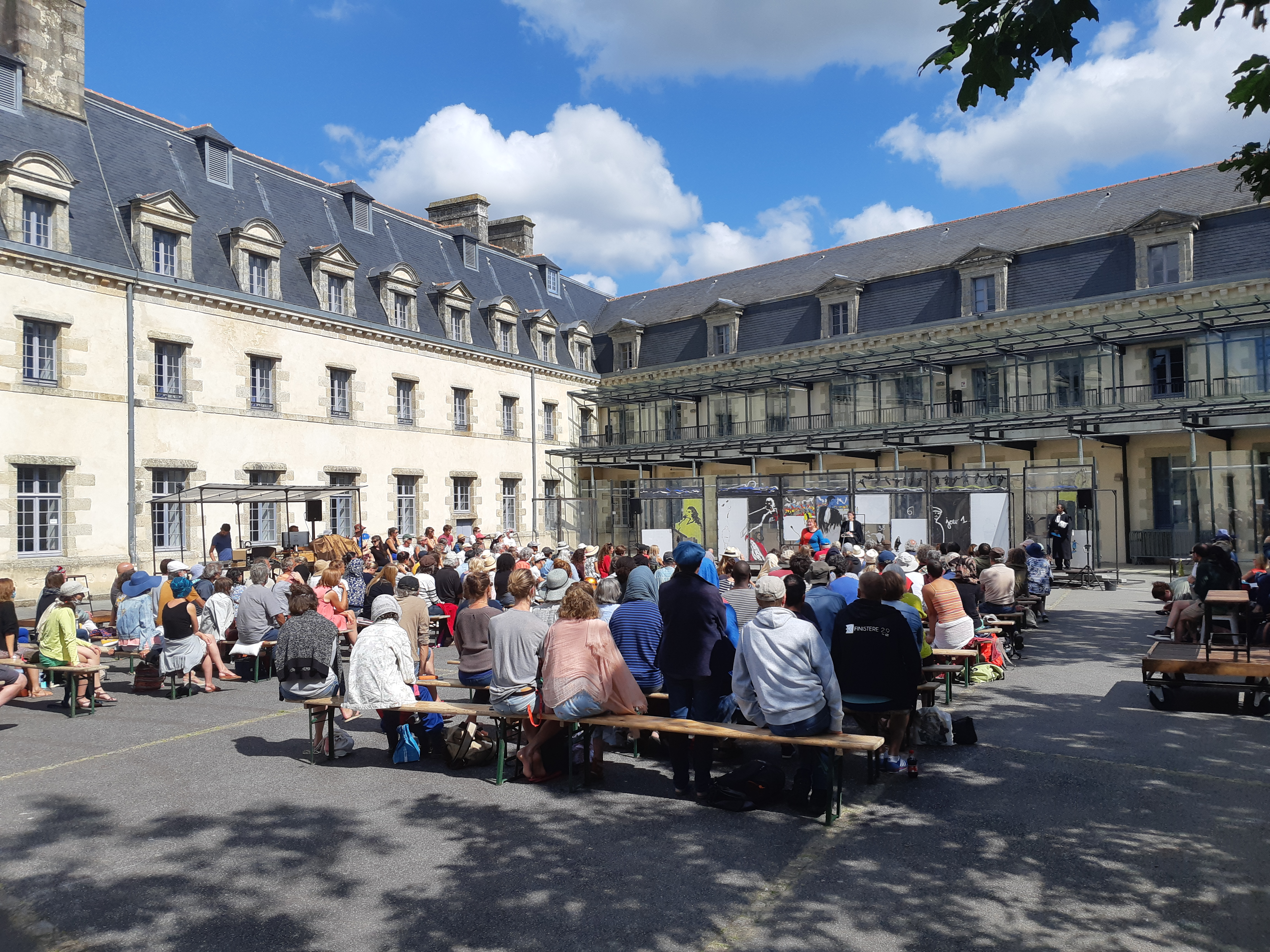
La compagnie Les Arts Oseurs dans leur spectacle "Héroïne", dans la cour du collège Jules Ferry à Quimperlé
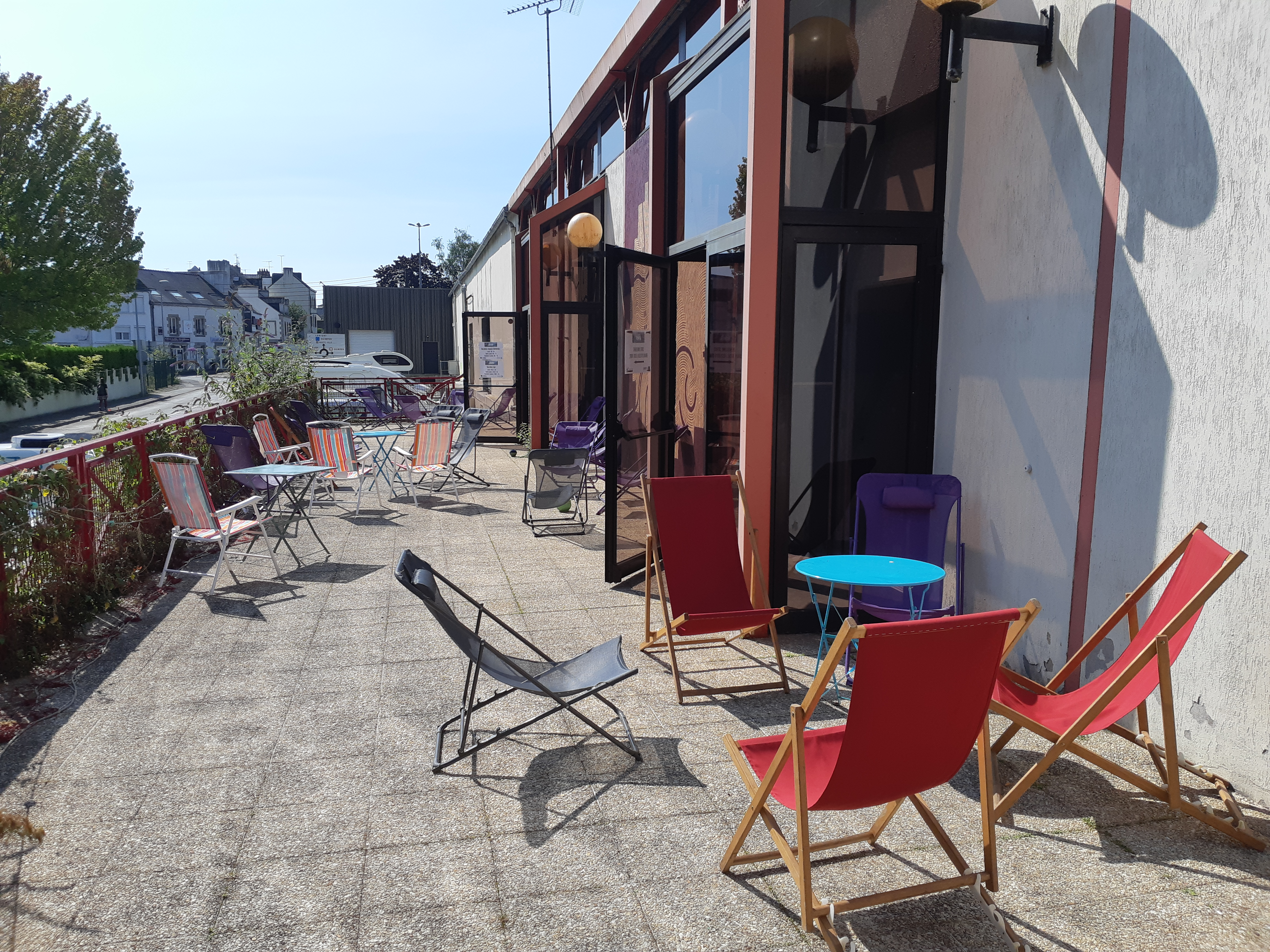
La terrasse du quartier général du Festival

## Organisation

### Avant le festival
D'abord, les représentants du Fourneau font part de leurs idées de choix artistique (compagnies, type de représentation, etc.) et en discutent avec la Quimperlé Communauté et les élus des communes de l'agglomération. Puis les communes et les organisateurs effectuent la programmation des spectacles, et ces-derniers travaillent la signature de partenariats comme avec des services locaux publics ou privés, comme le centre E.Leclerc de Quimperlé, le réseau de transport en commun (TBK), ou le camping du Kerou à Clohars-Carnoët qui a donné 5 000€ à l'agglomération pour être partenaire.
Les associations sportives et culturelles des communes s'accordent ensuite avec celles-ci pour proposer des services de restauration rapide et de buvettes autour des spectacles.
De plus, le Fourneau de Brest recherche chaque année des bénévoles, et organise des réunions d'information fin juin pour la bonne organisation des spectacles. Ces bénévoles aident dans n'importe quel domaine, que ce soit aux coups de main techniques, à l'accueil du public ou à la mise en place des loges.

### Durant le festival

#### Programmation et accueil du public

La programmation du dernier jour de l'édition 2021

Le festival se déroule sur 10 communes du pays de Quimperlé, dont les 3 d'origine (Clohars-Carnoët, Moëlan-sur-Mer, et Riec-sur-Bélon), et 7 autres choisis dans la Quimperlé Communauté. Les spectacles se déroule à des heures précises, mais étonnantes comme 07h12, 20h47, 22h23, etc. Cette particularité de la programmation permettrait, notamment, au Fourneau de se différencier par rapport à d'autres festivals, ainsi que de représenter les petits écarts de la vie quotidienne et de permettre aux spectateurs de mieux retenir les horaires de spectacles.

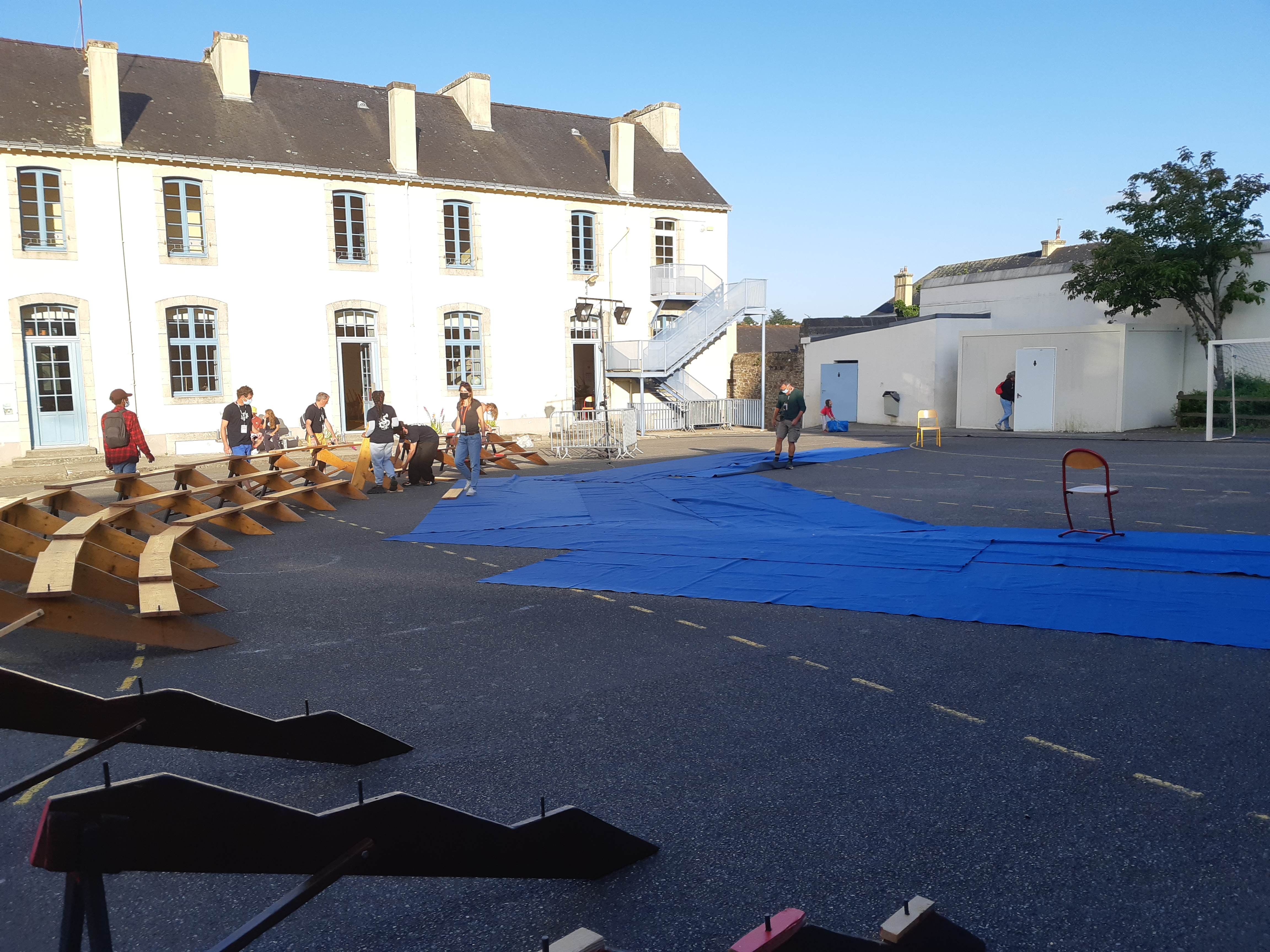
Les gradins et les moquettes proposés au public avant une représentation

Le public vient généralement environ 30 minutes avant le début de la représentation, mais il arrive qu'il arrive en plein milieu d'un spectacle, surtout à Quimperlé le vendredi et le samedi, où ceux-ci s'enchaînent et s'empilent de par et d'autres du centre-ville du début de l'après-midi à la fin de soirée, créant ainsi des mouvements de foule à pied, pouvant gêné le déplacement des secours. Certains festivaliers s'équipent d'une chaise de camping pour s'installer, mais des moquettes à l'avant accompagné de gradin derrière sont disponibles, sauf pour les derniers arrivants qui doivent donc rester debout.

#### Moyens matériels et humains

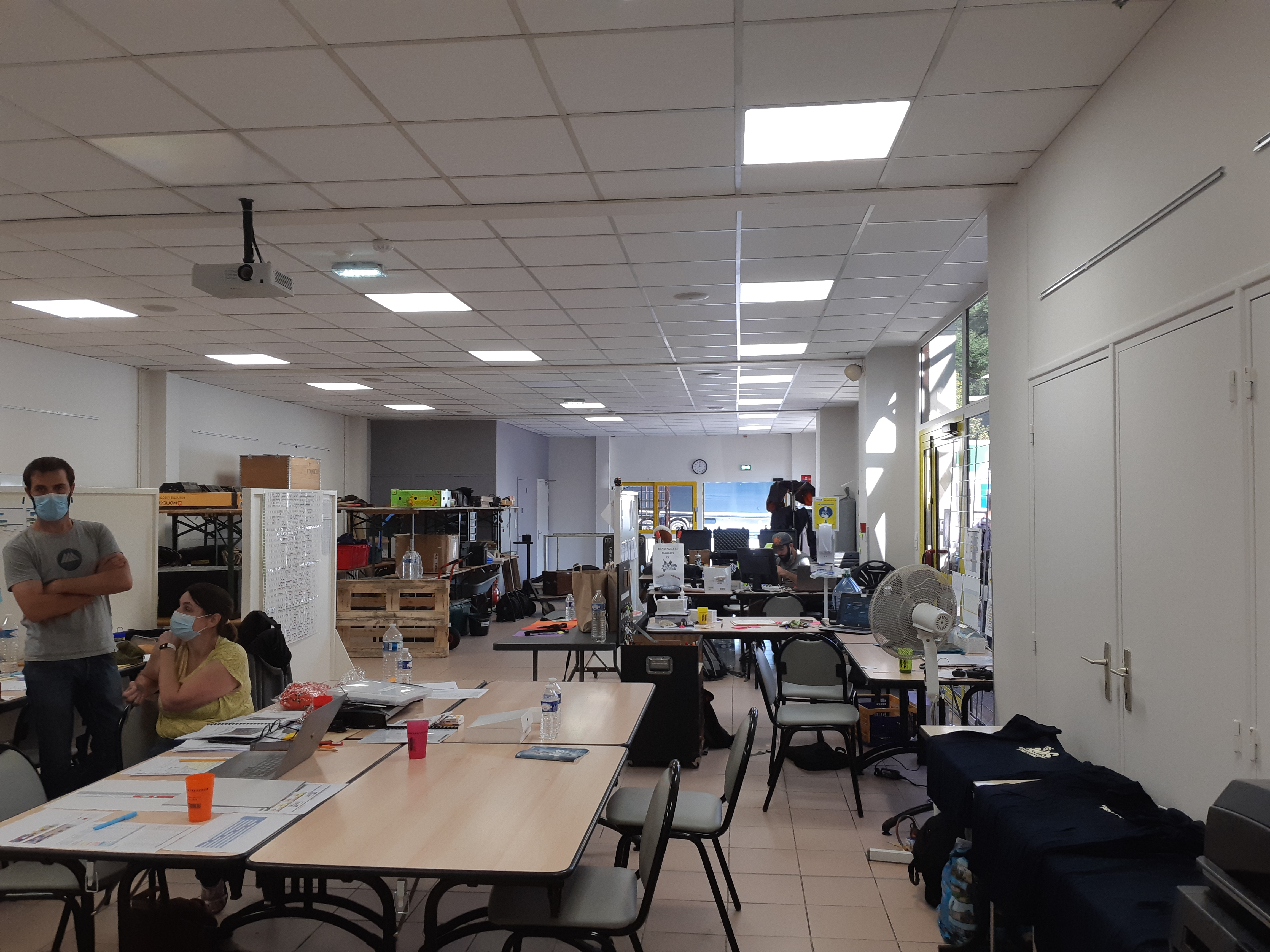
Le magasin de matériel au 3^{ème} jour de la XII^{ème} édition

Le matériel des artistes, mais aussi la nourriture des loges, les projecteurs, les microphones, les clefs de la vingtaine de véhicules, la centaine de talkiewalkies, etc., sont stockés au magasin de l'Espace Benoîte Groult (anciennement salle du Coat-Kaër) à Quimperlé, avant d'être réparti sur les lieux de représentations. Les techniciens mettent environ vingt heures, en fonction des spectacles, pour déplacer le matériel d'une ville à une autre. Les gradins font partie de ce matériel, ils ont été fabriqués par Le Fourneau pour pouvoir être installé facilement et rapidement, en environ 20 minutes.

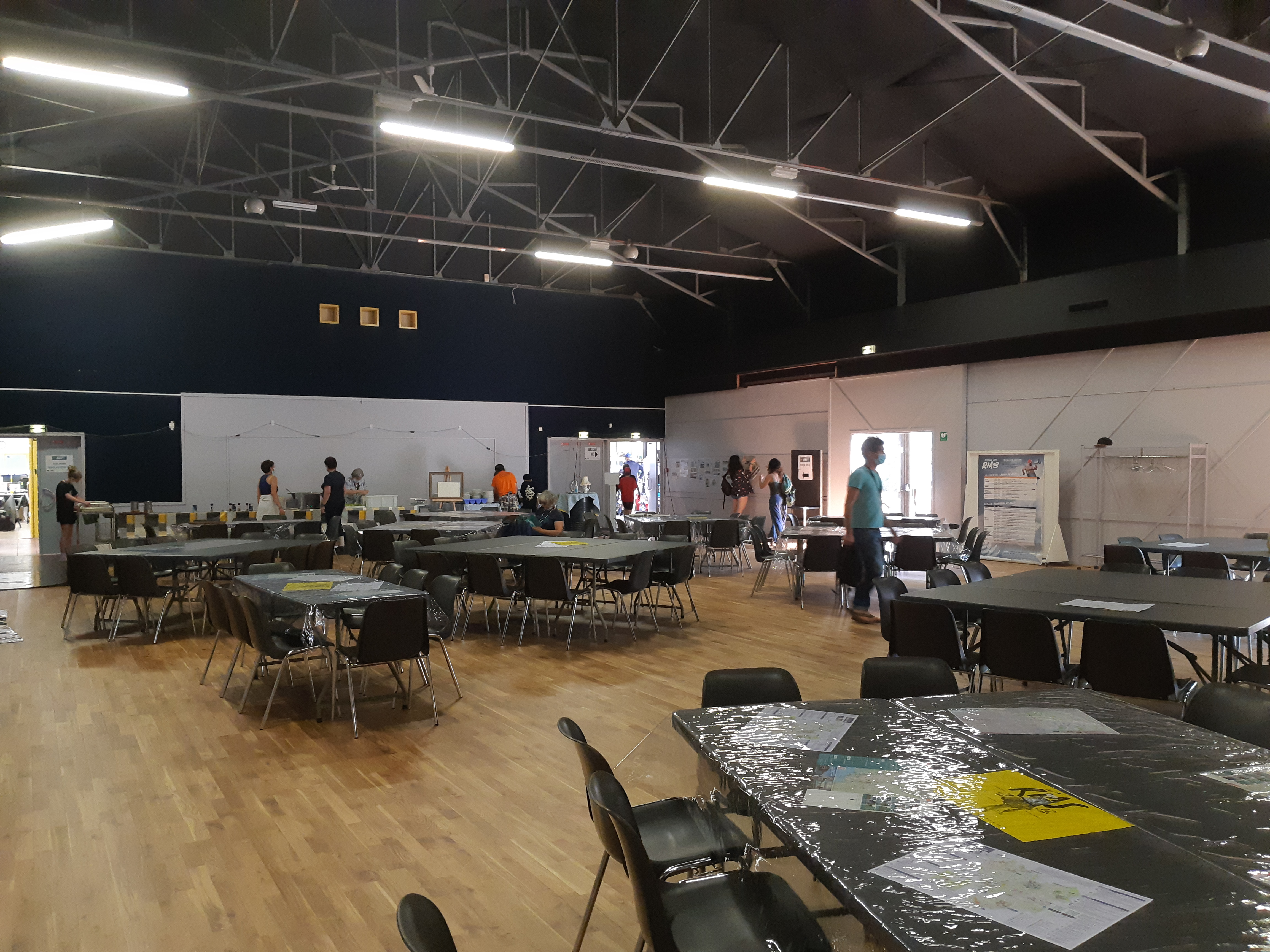
Le restaurant d'une capacité de 130 couverts durant le XII^{ème} festival

Plus de 100 techniciens et bénévoles travaillaient à l'EBN, en 2013. Les années suivantes, parmi les bénévoles, des jeunes en services civiques ont été invités, en 2016, ainsi qu'une trentaine de jeune d'un foyer brestois, en 2018. Au total, il y a environ chaque année environ 600 bénévoles, dont 500 d'associations locales, et une centaine recruté par le Fourneau, qui participent à l'évènement. De plus, en fonction de leur planning, les techniciens, les bénévoles, et les artistes bénéficient de repas gratuits notamment fournis par les cuisines de l'EBN, qui ont servi près de 2 300 repas en 2021.
| Année | Techniciens | Bénévoles | Artistes | Signaleurs |
| ----- | ----------- | --------- | -------- | ---------- |
| 2013  | + de 100    | + de 100  | NC       | NC         |
| 2016  | 54          | 70        | NC       | NC         |
| 2018, | 100         | 98        | 115      | 95         |
| 2021  | 90          | 110       | 230      | 80         |

#### Services dérivés

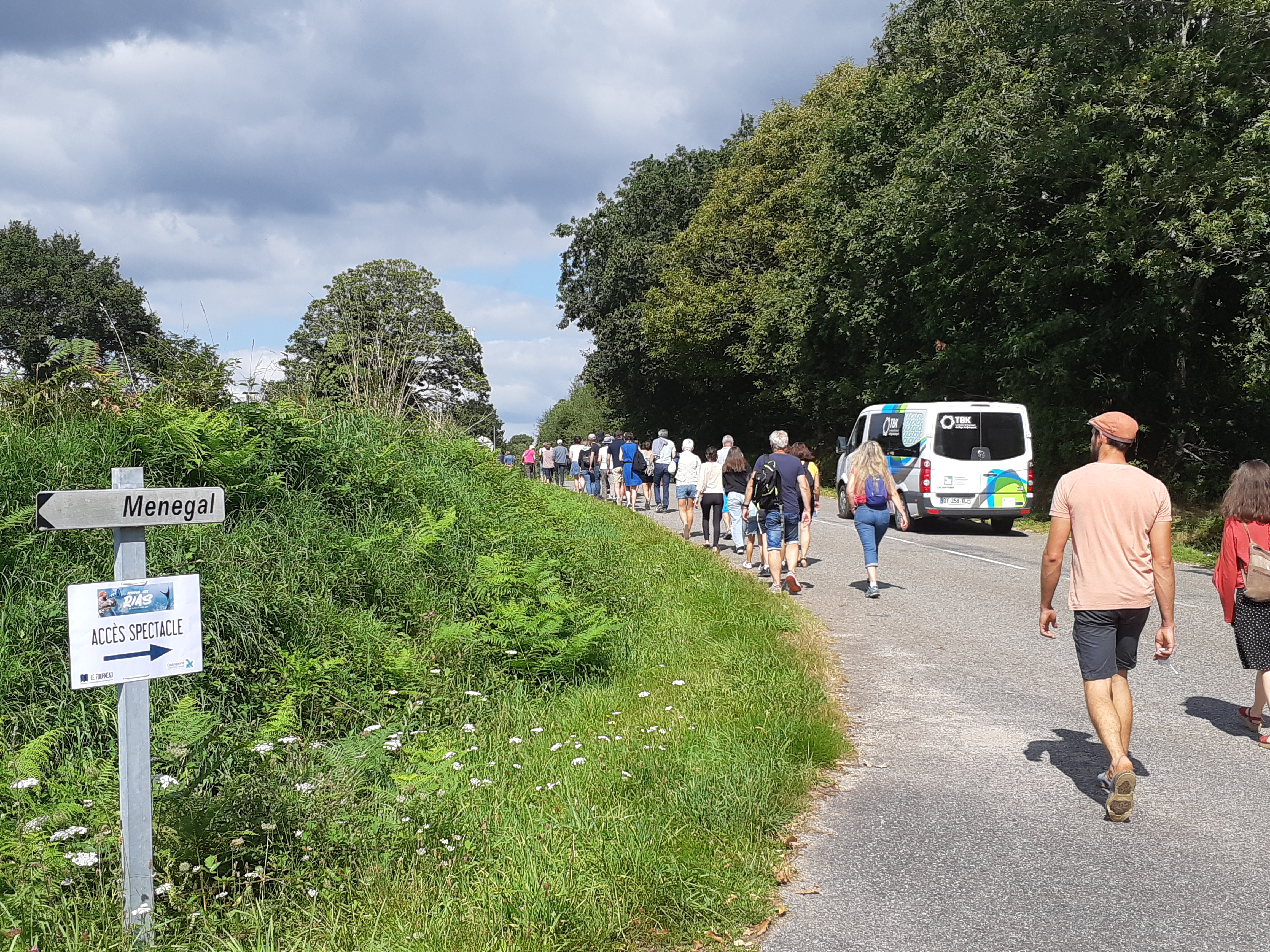
Une navette PMR qui se dirige vers un spectacle à Guilligomarc'h en 2021

Le réseau de transport de la communauté d'agglomération, TBK, proposent des bus gratuits pour accéder aux différents spectacles depuis plusieurs années, dont : la ligne TBKNOZ en 2016 ; un circuit adapté de cette même ligne en 2017 ; ou des lignes spéciales sur réservation en 2018.
Comme évoqué plus haut, les associations sportives et culturelles locales s'investissent dans la mise en place de point de restauration pour pouvoir remplir leur trésoreries, qui leur permettent d’organiser plus d'activités par la suite,,,. En 2021, à cause des restrictions préfectorales liés à la situation sanitaire, ces buvettes n'ont pas été au rendez-vous, ce qui a posé problème notamment à Guilligomarc'h car les visiteurs ne pouvaient pas se rabattre sur les commerces du village, vu que la commune n'en possède aucun.

## Impact socio-économique

### Spectateur type
Une étude, réalisée lors de la 10ème édition, par le cabinet GECE, avec des questionnaires sur internet, a montré que le spectateur type serait une femme de 51 ans, venant en famille pour voir 6 spectacles sur 3 jours sur 3 communes différentes.
Cette même étude nous apprend que 24 % des festivaliers seraient des touristes, et ces-derniers disent à 85 % qu'ils ne seraient pas venues sans le festival. Par ailleurs, les festivaliers de 2019 avaient vu à 46 % au moins quatre éditions, alors que ceux-ci n'étaient qu'à 41 % des habitants de Quimperlé Communauté.
| Quimperlé Communauté                                  | 41%   |
| Département du Finistère                              | 26,5% |
| Département du Morbihan                               | 17%   |
| Département des Côtes-d'Armor ou de l'Ille et Vilaine | 5%    |
| Autres départements français                          | 10%   |
| Autre pays / Étranger                                 | 0,5%  |

### Fréquentation
| Année | Nombre de spectateurs | Référence |
| ----- | --------------------- | --------- |
| 2009  | 1 500                 | [ 3 ]     |
| 2010  | 3 000                 | [ 92 ]    |
| 2011  | 5 000                 | [ 92 ]    |
| 2012  | 34 000                | [ 93 ]    |
| 2013  | 53 000                |           |
| 2014  | 56 000                | [ 19 ]    |
| 2015  | 60 500                | [ 31 ]    |
| 2016  | environ 60 000        | [ 94 ]    |
| 2017  | près de 60 000        | [ 81 ]    |
| 2018  | 60 000                | [ 23 ]    |
| 2019  | 60 000                | [ 95 ]    |
| 2020  | annulé                |           |
| 2021  | NC                    |           |

### Retombées économiques
Le festival permet à de nombreux commerces locaux d'augmenter leur chiffre d'affaires pendant la durée de celui-ci, comme le dimanche 28 août 2016, où plusieurs milliers de spectateurs, venues assister aux derniers spectacles au Trévoux, ont remplit le peu de bars et commerces de la commune pendant les averses de pluie.
Il permet aussi d'attirer aussi des touristes dans la région. Des visiteurs français, mais aussi anglais et néerlandais à 20% en 2015 et 15% en 2016 (sur l'ensemble de la période estivale), qui déclareraient, pour certains, venir expressément pour voir les spectacles. D'ailleurs le festival est le troisième évènement qui attirait le plus de monde dans le pays de Lorient en 2018, après le Festival Interceltique et les matchs du FC Lorient. Pour les responsables de l'Office du tourisme, ce festival est un produit phare, qui permet de faire la différence avec d'autres régions.
Enfin, d'après l'étude du cabinet GECE, en 2019, la dépense moyenne d'un festivalier des Rias pendant l'évènement serait de 28,8€, et les spectateurs venues d'en dehors de la Quimperlé Communauté auraient engendré un impact de 210 000 € pour les commerces de la communauté d'agglomération. Au total, en 2019, 276 000 € aurait été dépensé par le public, dont 44 000 € en hébergement, et 86 500 € en restauration (50 000 € dans les stands et 36 500 € dans les restaurants).

### Coût budgétaire
En 2018, le festival coutait près 500 000 €, avec un financement à moitié par la Quimperlé Communauté (260 000 € en 2018 auxquelles s'ajoutent les près de 80 000€ de budget communication et salaires des signaleurs), puis 15 000 € du département du Finistère, 70 000€ de la Région Bretagne, et les 155 000 € restant de la part des partenaires privés et du Fourneau. Cela fait aussi, une dépense de 10 euros en moyenne pour chaque spectateurs en 2019, avec un coût de 600 000 €, dont 285 000€ pour la Quimperlé Communauté et 15 000 € du département cette année-ci,,.

#### Sécurité
Le budget sécurité, qui est passé d'environ 20 000 euros en 2015, à 40 000 euros en 2016, puis à 55 906 euros en 2018, à cause en partie des attentats de la promenade de anglais, a atteint 80 000 euros lors la dernière édition de 2019.
Ce budget permet d'avoir notamment des agents de sécurité. Ils étaient 70, dont plusieurs chiens entraînés avec leur maître, en 2021, et ont été chargé, en plus des autres éditions, de vérifier le passe sanitaire des festivaliers. Ils ont été hébergé aux abords du stade de Mellac, après avoir été logé à Bannalec avant 2017, puis à Tréméven jusqu'en 2019.

### Sources
1. ↑  Ouest-France, « Dix éditions du festival des Rias », sur ouest-france.fr, 31 août 2018 (consulté le 7 juin 2021)
2. 1 2 3 4 5 6 7  « Le festival des Rias de Quimperlé incarne joyeusement l’intercommunalité (29) », sur Banque des Territoires, 26 février 2019 (consulté le 15 juin 2021)
3. 1 2 3  « Grande marée de spectateurs au Festival des Rias », Le Télégramme Quimperlé,‎ 7 septembre 2009 (lire en ligne)
4. ↑  « Le programme 2009 », sur archives.lefourneau.com (consulté le 30 octobre 2020)
5. ↑  « Nouveauté. Le Festival des Trois Rias, marée 2009 », sur Le Telegramme, 5 juin 2009 (consulté le 30 octobre 2020)
6. ↑  « Du 3 au 5 septembre, Les Rias vivront leur deuxième marée de théâtre de rue à travers les trois communes du littoral du pays de Quimperlé », Le Télégramme,‎ 7 juin 2010, p. 3 (lire en ligne)
7. ↑  Gwenaëlle Ily, « Théâtre de rue. Les Rias sont de retour », quotidien,‎ 25 août 2011, p. 13 (lire en ligne)
8. ↑  Télérama, « Mix. Danse avec le cheval », hebdomadaire,‎ 1er juillet 2011 (lire en ligne)
9. ↑  Anne-Gaëlle Le Roux, Dossier de presse, Riec-sur-Bélon, août 2011, 16 p. (lire en ligne), p. 12
10. ↑  Libération, « Les festivals de l'été » (agenda), Supplément gratuit,‎ 9 juin 2012, p. 10 et 11
11. ↑  Clémence GUERRIER, « Les Rias, c'est aussi un succès grâce à eux ! », sur ouest-france.fr, 1er septembre 2012
12. ↑  Ouest-France, « Ville et assos s'organisent pour le festival des Rias », sur ouest-france.fr, 28 juin 2012
13. ↑  Libération, « Les festivales de l'été » (agenda), SUPPLÉMENT GRATUIT À «LIBÉRATION» DU VENDREDI 7 JUIN,‎ 7 juin 2013, p. 12
14. ↑  « Festival des Rias en Pays de Quimperlé », sur francebleu.fr, août 2013 (consulté le 15 juin 2021)
15. ↑  Angélique CLÉRET, « 53 000 spectateurs pour le théâtre des Rias », sur ouest-france.fr, 2 septembre 2013
16. ↑  Ouest-France, « Les associations prolongent la soirée d'ouverture des Rias », sur ouest-france.fr, 25 août 2013
17. ↑  Ouest-France, « Festival des Rias : 80 bénévoles mobilisés », sur ouest-france.fr, 21 août 2013
18. ↑  Béatrice GRIESINGER, « Les Rias : une déferlante de théâtre de rue », sur ouest-france.fr, 31 août 2014
19. 1 2  Ouest-France, « 56 000 spectateurs dans le pays de Quimperlé », sur ouest-france.fr, 1er septembre 2014 (consulté le 25 octobre 2020)
20. ↑  Béatrice GRIESINGER, « Les Rias : 3 000 à 4 000 personnes à Saint-Thurien », sur ouest-france.fr, 27 août 2014
21. ↑  Ouest-France, « Les Rias : beaucoup d'investissement et quelques euros », sur ouest-france.fr, 25 septembre 2014
22. ↑  Ouest-France, « Festival des Rias : retour sur une édition remarquable », sur ouest-france.fr, 29 septembre 2014
23. 1 2  Vincent THAËRON, « Pays de Quimperlé. La « très belle marée » des Rias 2018 », sur ouest-france.fr, 3 septembre 2018 (consulté le 7 juin 2021)
24. ↑  Libération, « Les festivals de le l'été » (agenda), Supplément gratuit,‎ 12 juin 2015, p. 13
25. 1 2  Lucile VANWEYDEVELDT, « Festival des Rias : l'âge de la maturité », sur ouest-france.fr, 31 août 2015 (consulté le 2 mai 2021)
26. ↑  « Avis aux lève-tôt : Les Rias débutent à 7h12 », sur ouest-france.fr, 26 août 2015 (consulté le 2 mai 2021)
27. ↑  « Poissonnade en basse-ville, avec les Rias », sur ouest-france.fr, 24 août 2015 (consulté le 2 mai 2021)
28. ↑  « Les associations locales s'organisent pour les Rias », sur ouest-france.fr, 11 août 2015 (consulté le 2 mai 2021)
29. ↑  « Festival des Rias : les associations récompensées », sur ouest-france.fr, 22 septembre 2015 (consulté le 2 mai 2021)
30. ↑  Libération, « Notre sélection des festivals de l'été », sur liberation.fr, juin 2016 (consulté le 15 juin 2021)
31. 1 2  Ouest Reporters, Conseil départemental du Finistère et Helena Crenn, « Les Rias : un festival gratuit en territoire rural », trimestriel,‎ juin 2016, p. 25 (lire en ligne)
32. ↑  Béatrice GRIESINGER, « Les Rias, une édition enchanteresse et décapante », sur ouest-france.fr, 29 août 2016 (consulté le 2 mai 2021)
33. ↑  « 70 bénévoles mobilisés pour les Rias », sur ouest-france.fr, 12 août 2016 (consulté le 2 mai 2021)
34. ↑  Ouest-France, « Festival des Rias : la commune recherche de bénévoles », sur ouest-france.fr, 4 août 2018 (consulté le 6 juillet 2021)
35. ↑  « S'organiser pour accueillir les Rias à Querrien », sur ouest-france.fr, 6 juillet 2016 (consulté le 2 mai 2021)
36. ↑  « Le conseil des jeunes s'investit pour les Rias », sur ouest-france.fr, 29 août 2016 (consulté le 2 mai 2016)
37. ↑  « Rias : élus et associations finalisent le pôle convivialité », sur ouest-france.fr, 27 juin 2016 (consulté le 2 mai 2021)
38. ↑  « 253 repas servis au cours de la poissonnade de l'UCI », sur ouest-france.fr, 29 août 2016 (consulté le 2 mai 2021)
39. ↑  « Les bénévoles récompensés au comité des fêtes », sur ouest-france.fr, 2 novembre 2016 (consulté le 2 mai 2021)
40. ↑  « Rias 2016 : hommage aux bénévoles », sur Le Telegramme, 27 août 2020 (consulté le 2 mai 2021)
41. ↑  « Les Rias. Le spectacle "Pelat" de 20h03 annulé », sur ouest-france.fr, 26 août 2016 (consulté le 2 mai 2021)
42. 1 2 3  Vincent THAËRON, « Pays de Quimperlé. Festival des Rias du 29 août au 2 septembre », sur ouest-france.fr, 28 avril 2017 (consulté le 23 mai 2021)
43. ↑  Ouest-France, « Festival les Rias : la grande guerre racontée par des patates », sur ouest-france.fr, 29 août 2017 (consulté le 23 mai 2017)
44. 1 2  Ouest-France, « Pays de Quimperlé : ce qu’il faut savoir pour le festival des Rias », sur ouest-france.fr, 28 août 2017 (consulté le 23 mai 2021)
45. ↑  Ouest-France, « Rias : un menu 100 % trémévénois », sur ouest-france.fr, 28 août 2017 (consulté le 23 mai 2017)
46. ↑  Ouest-France, « Festival des Rias : les associations récompensées », sur ouest-france.fr, 30 octobre 2017 (consulté le 23 mai 2021)
47. ↑  Ouest-France, « La Ville recherche des bénévoles pour le festival des Rias », sur ouest-france.fr, 26 août 2017 (consulté le 23 mai 2021)
48. ↑  Béatrice Griesinger, « Les Rias : réflexion autour des arts de la rue », sur ouest-france.fr, 1er septembre 2017 (consulté le 23 mai 2021)
49. ↑  Béatrice Griesinger, « Les Rias. Claude et Michèle, juste en spectateurs », sur ouest-france.fr, 29 août 2018 (consulté le 7 juin 2021)
50. ↑  Béatrice Griesinger, « Les 10e Rias ouvrent un nouveau carnet de rêves », sur ouest-france.fr, 16 juin 2018 (consulté le 7 juin 2021)
51. 1 2 3  Béatrice Griesinger, « Pays de Quimperlé. Le festival des Rias s'installe dans dix communes », sur ouest-france.fr, 25 août 2018 (consulté le 7 juin 2021)
52. ↑  Béatrice Griesinger, « Les Rias : une 10e édition qui s'ouvre crescendo », sur ouest-france.fr, 29 août 2018 (consulté le 7 juin 2021)
53. ↑  Ouest-France, « Pays de Quimperlé. Le programme complet du Festival des Rias », sur ouest-france.fr, 27 août 2018 (consulté le 7 juin 2021)
54. ↑  Ouest-France, « Rias : les associations saluées pour leur implication », sur ouest-france.fr, 4 octobre 2018 (consulté le 7 juin 2021)
55. ↑  Ouest-France, « Rias, la municipalité remercie les bénévoles », sur ouest-france.fr, 8 octobre 2018 (consulté le 7 juin 2021)
56. ↑  Ouest-France, « Rias : la commune remercie les bénévoles », sur ouest-france.fr, 26 octobre 2018 (consulté le 7 juin 2021)
57. ↑  Ouest-France, « Festival des Rias : 3 800 € pour les associations », sur ouest-france.fr, 13 novembre 2018 (consulté le 7 juin 2021)
58. ↑  Ouest-France, « La foule pour l’ouverture du festival des Rias à Moëlan-sur-Mer », sur ouest-france.fr, 27 août 2019 (consulté le 7 juin 2021)
59. ↑  Libération, « Notre sélection des festivals de l'été », sur liberation.fr, juillet 2019 (consulté le 15 juin 2021)
60. ↑  Jean-Marc PINSON, « Le pays de Quimperlé, pays du théâtre de rue », sur ouest-france.fr, 5 juin 2019 (consulté le 7 juin 2021)
61. ↑  Le Télégramme, « Les Rias. Les associations se préparent », quotidien,‎ 26 août 2019, p. 13 (lire en ligne)
62. ↑  Ouest-France, « Tréméven. Festival des Rias : les associations récompensées », sur ouest-france.fr, 9 octobre 2019 (consulté le 7 juin 2021)
63. ↑  Ouest-France, « Mellac. Rias : 90 bénévoles pour accueillir les festivaliers », sur ouest-france.fr, 28 août 2019 (consulté le 7 juin 2021)
64. ↑  Ouest-France, « Mellac. Festival des Rias : les associations récompensées », sur ouest-france.fr, 30 septembre 2019 (consulté le 7 juin 2021)
65. ↑  Ouest-France, « Scaër. Festival des Rias : les associations mobilisées », sur ouest-france.fr, 28 août 2019 (consulté le 7 juin 2021)
66. ↑  Béatrice GRIESINGER, « Quimperlé. Elle crée des gâteaux singulier en pâte à sucre », sur ouest-france.fr, 29 août 2019 (consulté le 7 juin 2021)
67. ↑  Ouest-France, « Bannalec. Associations et mairie préparent le festival des Rias », sur ouest-france.fr, 8 août 2019 (consulté le 7 juin 2021)
68. ↑  Ouest-France, « Quimperlé. Comment gérer une situation de crise ? », sur ouest-france.fr, 10 mai 2019 (consulté le 7 juin 2021)
69. ↑  Le Télégramme, « Le Festival des Rias est reporté à 2021 », sur letelegramme.fr, 6 mai 2020 (consulté le 7 juin 2021)
70. 1 2  « En pays de Quimperlé, les Rias vont s’adapter et donnent rendez-vous en août », sur Le Telegramme, 23 février 2021 (consulté le 7 juin 2021)
71. ↑  « Quimperlé - Des Rias inédites fin août dans le pays de Quimperlé », sur Le Telegramme, 10 juin 2021 (consulté le 14 juin 2021)
72. ↑  « Retour du festival des rias en pays de Quimperlé. - Océane », sur www.oceanefm.com (consulté le 15 juin 2021)
73. ↑  Ouest-France, « Les Rias en pays de Quimperlé. C’est parti ! Le festival a ouvert sur le net avec une vidéo », sur ouest-france.fr, 24 août 2021 (consulté le 15 septembre 21)
74. 1 2  « Rias 2021 : Quel bilan pour le festival dans le pays de Quimperlé ? », sur Le Telegramme, 30 août 2021 (consulté le 15 septembre 2021)
75. ↑  Ouest-France, « Les Rias : le partenariat avec E. Leclerc signé », sur ouest-france.fr, 4 juillet 2017 (consulté le 23 mai 2021)
76. ↑  Ouest-France, « Pays de Quimperlé. Les Rias : un nouveau partenaire privé », sur ouest-france.fr, 16 mars 2018 (consulté le 7 juin 2021)
77. ↑  Ouest-France, « Les Rias cherchent encore des bénévoles », sur ouest-france.fr, 11 août 2017 (consulté le 23 mai 2021)
78. ↑  « Question du jour : pourquoi des horaires décalés dans la programmation des Rias du Pays de Quimperlé ? », sur Le Telegramme, 25 août 2021 (consulté le 15 septembre 2021)
79. 1 2 3  Arthur LE DENN et Pierre LEMERLE, « Festival des Rias. Au cœur des préparatifs, au Coat-Kaër », sur ouest-france.fr, 23 août 2016 (consulté le 2 mai 2021)
80. 1 2  Festivaldesrias, « FESTIVAL RIAS 2013 JOURNAL DU MARDI 27 AOUT », sur youtube.com, 27 août 2013 (consulté le 14 juin 2021)
81. 1 2 3  Béatrice GRIESINGER, « Pays de Quimperlé. Les Rias : top départ, ce mardi à 9 h 33 », sur ouest-france.fr, 28 août 2018 (consulté le 7 juin 2021)
82. 1 2  « Dans les coulisses du quartier général des Rias, à Quimperlé », sur Le Telegramme, 25 août 2021 (consulté le 15 septembre 2021)
83. ↑  Ouest-France, « Pays de Quimperlé. Le Festival des Rias débute mardi 28 à Clohars », sur ouest-france.fr, 27 août 2018 (consulté le 15 septembre 21)
84. ↑  « Des services TBK gratuits mis en place pour les Rias », sur ouest-france.fr, 25 août 2015 (consulté le 2 mai 2021)
85. ↑  « TBKnoz, gratuit vendredi et samedi pendant les Rias », sur ouest-france.fr, 25 août 2016 (consulté le 2 mai 2016)
86. ↑  Ouest-France, « Vingt-cinq places en car pour voir Les Rias », sur ouest-france.fr, 24 juillet 2018 (consulté le 6 juillet 2021)
87. ↑  Ouest-France, « Festival des Rias : préparation et programme », sur ouest-france.fr, 23 juin 2017 (consulté le 23 mai 2021)
88. ↑  « Mairie et associations parées pour les Rias », sur ouest-france.fr, 3 juillet 2017 (consulté le 23 mai 2017)
89. ↑  Ouest-France, « Les associations se mobilisent pour le festival des Rias », sur ouest-france.fr, 13 juillet 2017 (consulté le 23 mai 2021)
90. 1 2  Roland Fily, « 9 600 festivaliers : les Rias ont leurs « fidèles » », quotidien,‎ 4 février 2020, p. 14 (lire en ligne)
91. 1 2  Béatrice GRIESINGER, « Pays de Quimperlé. Festival des Rias: elle a 51 ans, est d’ici et dépense 28,80 € sur 5 jours », quotidien,‎ 4 février 2020, p. 9 (lire en ligne)
92. 1 2  Béatrice Griesinger, « Les Rias : réflexion autour des arts de la rue », sur ouest-france.fr, 1er septembre 2017 (consulté le 23 mai 2017)
93. ↑  Ermeline MOURAUD, « Les Rias : vous étiez 34 000 ! », sur ouest-france.fr, 3 septembre 2012 (consulté le 25 octobre 2020)
94. ↑  « Pays de Quimperlé. Les Rias donnent rendez-vous en 2017 », sur ouest-france.fr, 28 août 2016 (consulté le 2 mai 2021)
95. ↑  « Les chiffres du tourisme 2019 confirment l’attractivité du territoire », sur Le Telegramme, 17 juin 2020 (consulté le 2 mai 2021)
96. ↑  « Les Rias. Un final en apothéose aux étangs du Trévoux dès 12h12 », sur ouest-france.fr, 28 août 2016 (consulté le 2 mai 2021)
97. ↑  « Les Rias, un plus pour le commerce local », sur ouest-france.fr, 31 août 2016 (consulté le 2 mai 2016)
98. ↑  Arthur LE DENN, « Un démarrage tardif pour la saison touristique », sur ouest-france.fr, 8 septembre 2016 (consulté le 2 mai 2021)
99. ↑  Vincent Thaëron, « Tourisme : la bonne saison du Pays de Quimperlé », sur ouest-france.fr, 19 octobre 2018 (consulté le 7 juin 2021)
100. ↑  Béatrice GRIESINGER, « Pays de Quimperlé. Les rias sont un véritable atout pour le pays », sur ouest-france.fr, 13 mars 2018 (consulté le 7 juin 2021)
101. ↑  Chloé LE CORNIC, « Quimperlé. 60 000 spectateurs au compteur des Rias », sur ouest-france.fr, 2 septembre 2019 (consulté le 30 octobre 2020)
102. ↑  Ouest-France, « Canton de Quimperlé : les aides du Conseil départemental », sur ouest-france.fr, 2 juillet 2019 (consulté le 7 juin 2021)
103. ↑  Ouest-France, « Pays de Quimperlé. Festival des Rias à la fin août : « Ce sera un beau voyage » », sur ouest-france.fr, 5 juin 2019 (consulté le 7 juin 2021)
104. ↑  « Les Rias. Très chère sécurité ! », sur Le Telegramme, 17 février 2019 (consulté le 30 octobre 2020)
105. ↑  « Que font les communes du pays de Quimperlé sans spectacles des Rias ? », sur Le Telegramme, 27 août 2021 (consulté le 15 septembre 2021)